# Felix – Der Kater
Felix – Der Kater (Originaltitel: Felix the Cat: The Movie, deutscher Alternativtitel Felix der Kater – Der Film) ist ein ungarisch-amerikanischer Zeichentrickfilm aus dem Jahr 1988. Er entstand unter der Regie von Tibor Hernádi und basiert auf der Cartoonfigur Felix the Cat.

## Handlung
Felix, der Kater erhält einen Hilferuf der Prinzessin Oriana, deren Onkel aus der Verbannung zurückgekehrt ist und die Macht über das Königreich erobern will. Oriana und Felix geraten zwischenzeitlich in Gefangenschaft; mit Felix’ Zaubertasche schaffen sie es aber, sich zu befreien und das Königreich zu retten.

## Hintergrund
Der Film wurde von New World Pictures produziert und in Ungarn realisiert.
Der Film hatte seine Uraufführung im Oktober 1988 in London. In den Vereinigten Staaten erlebte er seine Premiere am 26. Januar 1989 auf dem Los Angeles International Animation Celebration, am 11. Mai 1989 wurde er unter dem Titel Felix der Kater – Der Film in der Bundesrepublik Deutschland veröffentlicht. Unter dem gleichen Titel erfolgte auch die Erstveröffentlichung auf VHS-Video.
Im April 1991 wurde der Film in den Vereinigten Staaten in ausgewählten Kinos gezeigt und im August 1991 auf VHS-Video veröffentlicht.
Eine Neueinstufung durch die FSK unter dem Titel Felix – Der Kater erfolgte 2004, 2005 wurde der Film unter diesem Titel im deutschsprachigen Raum auf DVD veröffentlicht.

## Kritiken
Die Kritiken fielen gemischt bis negativ aus.

„Eine hektische Mischung aus bekannten Zeichenstilen, die sich zu einem banalen Fantasy-Abenteuer entwickelt.“

„Mit Cleverneß und Wagemut mauserte sich der kleine Kater Felix in den 20er Jahren zum größten Star des Zeichentrick-Kinos. Der deutsch-amerikanische Versuch, die tierischen Abenteuer farbig wiederzubeleben, war 1989 leider ein Griff ins Katzenklo. Wenn Felix mit einer außerirdischen Prinzessin um das Wohl ihres Heimatplaneten kämpft, versprüht er statt Charme bloß Hektik. Fazit: Zeichentricklegende in Katerstimmung.“